# Збірна Казахстану з хокею із шайбою
Національна збірна Казахстану з хокею з шайбою (чоловіки)  — національна збірна Казахстану. Команда перебуває під опікою Казахстанської федерації хокею із шайбою. Найкращі досягнення команди на чемпіонатах світу були в 2005 році, коли вони зайняли 12 місце та на Олімпіаді 1998 року вони були восьмими. В самому Казахстані налічується 1800 хокеїстів (0,1 % населення).

## Історія національної команди
Свій дебютний матч збірна Казахстану провела в рамках кваліфікаційного турніру до відбору чемпіонату світу 1993, який прийшов з збірної України 6 листопада 1992 року, в якому казахи здобули перемогу 5:4.
Чемпіонат світу 1993 року в групі «С» казахи завершили на другомц місці, в півфіналі поступились українцям 2:3, а в матчі за третє місце перемогли словенців 7:3.
У наступному чемпіонаті казахи посіли четверте місце. Не підвищилась збірна Казахстану і 1995 вигравши попередній етап у фінальному раунді поступились білорусам 1:2 фінішувавши другими.
На чемпіонаті світу 1996, який проходив у Словенії незважаючи на поразку від румунів 3:4 казахи підвищуються в класі. З цього року фактично починається досить швидке просівання збірної по дивізіонах. У 1997 азійська збірна впевнено посідає друге місце (5 перемог проти 1 поразки, ще один матч завершила внічию, різниця шайб 31:21) та отримує право на кваліфікаційний турнір в Австрії, де посідає перше місце, здобувши перемоги над поляками (6:1) та норвежцями (4:2) і поступившись господарям — австрійцям (2:4). Так казахи отримали право дебютувати в Швейцарії на чемпіонаті світу 1998 в Топ-дивізіоні.
У 1998 дебютують на Зимових Олімпійських іграх в Нагано, які стали дебютними для Казахстану. Під керівництвом відомого вихованця Усть-Каменогорського хокею Бориса Александрова, який досить серйозно омолодив збірну, на попередньому етапі казахи без проблем посіли перше місце в групі «В» та вийшли до групового етапу основного турніру, де в групі «С» вщент зазнають поразки від росіян 2:9, чехів та фінів по 2:8, у підсумку — восьме місце. У складі казахів треба відзначити воротаря: Віталія Єремеєва, захисників: Антипіна, Нікітіна, Земляного, Трощинського, нападників: братів Корєшкових Євгена та Олександра, Дударева, Шафранова.
Так само невдало пройшов і дебютний чемпіонат світу в Швейцарії. Три матчі — три поразки (різниця шайб 6:19) та останнє місце і кваліфікаційний турнір за право брати участь в чемпіонаті світу 1999 року в Норвегії. Цього разу кваліфікація пройшла без шансів для збірної з Центральної Азії. Поразки від американців 0:3 та австрійців 2:6 залишили їх поза Топ-дивізіоном.
Третє місце в групі «В» у 1999 дає право знову спробувати сили в кваліфікаційному раунді в Шеффілді (Велика Британія). Суперниками окрім господарів британців, були також латиши та національна збірна України, саме ці дві збірні і завдали поразки казахам та лишили азійську збірну ще на три роки в другому дивізіоні чемпіонату світу.
Угорський чемпіонат світу 2003 року в дивізіоні ІА нарешті приніс довгоочікувану путівку до Топ-дивізіону, 5 перемог в п'яти матчах при різниці шайб 34:9.
Свій другий чемпіонат світу в вищому дивізіоні казахи на попередньому етапі в групі «А» фінішували останніми, зазнавши поразки в усіх трьох матчах: від Німеччини — 2:4, Чехії — 0:7 та Латвії — 1:3. Потрапивши до турніру на вибування разом із збірною України (зіграли між собою внічию 2:2), відстояли право на участь в Топ-дивізіоні на наступний рік.
Чемпіонат світу 2005 один із найкращих в історії національної збірної Казахстану. Вперше посіли рятівне третє місце в групі «D», перемогли німців в першому турі 2:1 та двічі зазнали поразки від швейцарців 1:2 та чехів 0:1. Як наслідок, кваліфікаційний турнір, де вони до свого пасиву додали ще три поразки від білорусів 0:2, росіян та словаків по 1:3. До слова треба зазначити, що за таку низьку результативність нападників команд-суперниць казахи дякували своєму воротарю Віталію Колеснику, який пропускав в середньому 1,72 шайби за матч (він провів п'ять матчів).
На кваліфікаційному турнірі до Зимової Олімпіади 2006 в Турині виступали за традицією в Австрії, посіли перше місце, здобувши дві перемоги, одна, між іншим, над збірною України 2:1. На самому турнірі зірок з неба не хапали, здобувши одну перемогу над латишами 5:2 та програвши решту матчів. У підсумку — п'ята сходинка та припинення боротьби.
На чемпіонаті світу 2006 в Ризі казахи були тричі розбиті вщент (загальна різниця шайб 2:23). Турнір на вибування також пройшов під знаком поразок та, зрештою, підсумкове передостаннє 15 місце та вибування до нижчого дивізіону.
З 2007 року в збірній працює тандем тренерів Каратєв та Сагимбаєв, до складу збірної запрошували навіть російських гравців, але це призвело лише до провалу на чемпіонатах світу: 3-є місце (2007) та 2-е (2008). Лише 2009 казахи повертаються до еліти, основу складають гравці «Бариса», зокрема, Краснослободцев, Бєляев, Старченко та інші.
Перед чемпіонатом світу 2010 збірну очолює російський тренер Андрій Хомутов, але це не допомагає збірній, казахи поступились в шістьох матчах та посіли останнє 16 місце.
З цього моменту збірна Казахстану перетворилась на команду-ліфт, яка чергує перемоги в нижчому дивізіоні та поразки в Топ-дивізіоні. У 2011 у дивізіоні ІВ казахи без труднощів виграють всі матчі та повертаються до Топ-дивізіону.
Чемпіонат світу 2012 проходив за новим форматом: замість чотирьох груп по чотири команди тепер були дві групи по вісім збірних, але незмінним було останнє місце збірної Казахстану (жодної перемоги та сім поразок, одна з них в овертаймі, і різниця шайб 11:33).
У 2013 казахи без труднощів повертаються до Топ-дивізіону, де вже у наступному році зазнають сім поразок (цьогоріч дві в овертаймі) і знову вибувають до нижчого дивізіону.
Після чемпіонату світу 2015 в першому дивізіоні, який казахи виграють з стовідсотковим результатом п'ять перемог в п'яти матчах. Цього сезону генеральним менеджером збірної став відомий в минулому казахський хокеїст Олександр Корєшков.
У 2016 збірну очолює російський тренер Андрій Назаров. Також новинкою збірної є поява в складі натуралізованих канадців та це не допомагає азійський збірній посісти останнє місце на чемпіонаті світу.
У сезоні 2016—2017 казахи виступали в європейському Челенджі (Польща) 15 — 17 грудня 2016 та Азійських іграх в японському Саппоро.
На європейському Челенджі азійська збірна не мала жодних проблем здобувши три перемоги причому в першому поєдинку обіграла збірну України 5:1. Не без проблем казахи переграли в другому турі корейську збірну 4:2. В останньому турі казахи здолали господарів турніру поляків 2:1. Треба зазначити, що в казахів був доволі експериментальний склад. Майже всі гравці є представниками чемпіонату Казахстану за виключенням основного голкіпера команди Віталія Колесника, який виступає за клуб КХЛ «Барис».
На азійських ігор виступало чимало молодих гравців, які або ще грають за молодіжну збірну або вже через свій вік завершили там виступи і є кандидатами до лав національної збірної, зокрема це Дмитро Гренц, Станіслав Зінченко. Сам турнір казахи виграли без надзусиль буквально вщент перегравши всіх суперників: корейців 4:0, китайців 8:0 та японців 7:0. П'ять гравці потрапили до топ десять бомбардирів ігор: Костянтин Савенков став першим з шістьма очками 5+1, п'ятим став Ярослав Євдокимов 5 (2+3), щосте місце посів Максим Волков 4 очка, 8 та 9 сходинку поділили між собою Ілля Ковзалов та Микита Михайліс по три очка.

## Турнірні здобутки команди

### На зимових Олімпіадах
- 1920—1990 не брали участь (перебував в складі СРСР)
- 1994 — не пройшли кваліфікації
- 1998 — Закінчили на 8-му місці
- 2002 — не пройшли кваліфікації
- 2006 — Закінчили на 9-му місці
- 2010 — не пройшли кваліфікації

### На Чемпіонатах світу
- 1930—1993 не брали участь (перебували в складі СРСР)
- 1993 — 3-тє місце Клас «С»
- 1994 — 4-те місце Клас «С»
- 1995 — 2-ге місце Клас «С»
- 1996 — 1-ше місце Клас «С»
- 1997 — 2-ге місце Клас «В»
- 1998 — 16-те місце
- 1999 — 3-тє місце Клас «В»
- 2000 — 2-ге місце Клас «В»
- 2001 — 3-тє місце Дивізіон Ι Група «В»
- 2002 — 3-тє місце Дивізіон Ι Група «В»
- 2003 — 1-ше місце Дивізіон Ι Група «А»
- 2004 — 13-те місце
- 2005 — 12-те місце
- 2006 — 15-те місце
- 2007 — 3-тє місце Дивізіон Ι Група «В»
- 2008 — 2-ге місце Дивізіоні Ι Група «В»
- 2009 — 1-ше місце Дивізіоні Ι Група «В»
- 2010 — 16-те місце
- 2011 — 1-ше місце Дивізіон ІВ
- 2012 — 16-те місце
- 2013 — 1-ше місце Дивізіон ІА
- 2014 — 16-те місце
- 2015 — 1-ше місце Дивізіон ІА
- 2016 — 16-те місце
- 2017 — 3-тє місце Дивізіон ІА
- 2018 — 3-тє місце Дивізіон ІА
- 2019 — 1-е місце Дивізіон ІА
- 2021 — 10-е місце
- 2022 — 14-е місце
- 2023 — 11-е місце
- 2024 — 12-е місце
- 2025 — 15-е місце

## Склад команди
- Андрій Шаянов — головний тренер
- Сергій Тамбулов — асистент тренера
- Галим Мамбеталієв — асистент тренера
- Александер Ахцигер — асистент тренера
- Вадим Гусейнов — начальник команди
- Роман Іванов — лікар команди
- Марат Мукатаєв — менеджер з оснащення

Склад гравців на чемпіонаті світу 2010:
Станом на 8 травня 2010
| Позиція | Гравець               | Зріст | Вага | Дата народження   | Місце народження             | Команда                   |
| ------- | --------------------- | ----- | ---- | ----------------- | ---------------------------- | ------------------------- |
| В       | Павло Житков          | 177   | 79   | 4 червня 1984     | Караганда, Казахстан         | Барис Астана              |
| В       | Олексій Кузнецов      | 183   | 92   | 1 лютого 1983     | Усть-Каменогорськ, Казахстан | Барис Астана              |
| В       | Віталій Єремеєв       | 184   | 87   | 23 вересня 1975   | Усть-Каменогорськ, Казахстан | Динамо Москва             |
| З       | Роман Савченко        | 189   | 89   | 28 липня 1988     | Усть-Каменогорськ, Казахстан | Барис Астана              |
| З       | Антон Казанцев        | 188   | 88   | 26 серпня 1986    | Рудний, Казахстан            | Барис Астана              |
| З       | Олексій Литвиненко    | 198   | 105  | 7 березня 1980    | Усть-Каменогорськ, Казахстан | Вітязь Чехов              |
| З       | Максим Семенов А      | 188   | 82   | 9 лютого 1984     |                              | Атлант Митищі             |
| З       | Володимир Антипін     | 189   | 92   | 18 квітня 1970    | Темиртау, Казахстан          | Барис Астана              |
| З       | Олексій Васильченко   | 187   | 93   | 29 березня 1981   | Усть-Каменогорськ, Казахстан | Барис Астана              |
| З       | Євген Фадеєв          | 176   | 85   | 9 липня 1982      |                              | Автомобіліст Єкатеринбург |
| З       | Олексій Коледаєв      | 178   | 92   | 27 березня 1976   | Усть-Каменогорськ, Казахстан | Металург Новокузнецьк     |
| Н       | Талгат Жайлауов       | 176   | 77   | 7 липня 1985      | Усть-Каменогорськ, Казахстан | Барис Астана              |
| Н       | Олександр Корєшков К  | 180   | 89   | 28 жовтня 1968    | Усть-Каменогорськ, Казахстан | Барис Астана              |
| Н       | Дмитро Дударєв А      | 188   | 90   | 23 лютого 1976    | Усть-Каменогорськ, Казахстан | Металург Новокузнецьк     |
| Н       | Андрій Спиридонов     | 180   | 88   | 21 травня 1982    | Усть-Каменогорськ, Казахстан | Барис Астана              |
| Н       | Костянтин Шафранов    | 183   | 87   | 11 серпня 1968    | Усть-Каменогорськ, Казахстан | Форт-Вейн Кометс          |
| Н       | Ілля Соларєв          | 192   | 93   | 2 серпня 1982     | Перм, Росія                  | Барис Астана              |
| Н       | Євген Бумагін         | 182   | 85   | 7 квітня 1982     | Бєлгород, Росія              | Металург Новокузнецьк     |
| Н       | Андрій Гаврилін       | 188   | 91   | 24 липня 1978     | Караганда, Казахстан         | Барис Астана              |
| Н       | Роман Старченко       | 179   | 83   | 12 травня 1986    | Усть-Каменогорськ, Казахстан | Барис Астана              |
| Н       | Олександр Шин         | 185   | 74   | 21 листопада 1985 | Усть-Каменогорськ, Казахстан | Барис Астана              |
| Н       | Вадим Краснослободцев | 188   | 89   | 16 серпня 1983    | Усть-Каменогорськ, Казахстан | Барис Астана              |
| Н       | Євген Римарьов        | 175   | 76   | 9 вересня 1988    | Усть-Каменогорськ, Казахстан | Барис Астана              |

## Відомі гравці та тренери
- Борис Александров
- Микола Антропов
- Віталій Єремєєв
- Олександр Корєшков
- Євген Корєшков
- Євген Набоков
- Ерлан Сагимбаєв
- Олексій Трощинський

## Головні тренери
- Володимир Гольц (1993—1994)
- Володимир Копцов (1994—1995)
- Борис Александров (1996—2002)
- Микола Мишагін (2003—2006)
- Анатолій Картаєв (2007)
- Єрлан Сагимбаєв (2007—2009)
- Андрій Шаянов (2009—2010)
- Андрій Хомутов (2010—2011)
- Андрій Шаянов (2011—2012)
- Володимир Крикунов (2012—2013)
- Арі-Пекка Селін (2013—2014)
- Андрій Назаров (з 2014—)